# مفاعل سريع بتبريد الصوديوم

مفاعل سريع بتبريد الصوديوم (SFR)

مفاعل سريع بتبريد الصوديوم(SFR)  هو مشروع مفاعل من الجيل الرابع لتصميم مفاعل نيوتروني سريع متقدم. حيث يعتمد على مشروعين متصلين ومرتبطين مع بعضهم وهم مفاعل المولد السريع والمفاعل السريع المتكامل بهدف إنتاج مفاعل سريع الطيف ومبرّد بالصوديوم.

## دورة الوقود
تستخدم دورة الوقود النووي دورة كاملة من الأكتينيدات مع خيارين رئيسيين:
- مفاعل تبريد متوسط الحجم (150-600 Mwe) مبرد بالصوديوم مع وقود سبيكة اليورانيوم - بلوتونيوم - ثانوي أكتينيد - زركونيوم مدعومًا بدورة وقود قائمة على إعادة المعالجة الحرارية في المرافق المتكاملة مع المفاعل.[2]
- مفاعل متوسط إلى كبير (500-1500 ميجاوات) مبرد بالصوديوم مع وقود مختلط من أكسيد اليورانيوم - البلوتونيوم مدعوم بدورة وقود تعتمد على معالجة مائية متقدمة في موقع مركزي تخدم عدد من المفاعلات.[3]

## الصوديوم كمبرد
يمكن استخدام الصوديوم المعدني السائل كمبرد وحيد يحمل الحرارة من قلب المفاعل حيث يحتوي الصوديوم على نظير واحد ثابت (صوديوم 23) حيث ان الصوديوم 23 يقوم بامتصاص ضعيف جدا من النيوترونات فعندما تمتص النيوترون فإنها تنتج الصوديوم 24 الذي يبلغ عمر نصفه 15 ساعة ويتحلل إلى المغنيسيوم 24.

### المزايا

رسم تخطيطي يوضح الفرق بين تصميمات الحلقة والحوض لمفاعل المولد السريع المعدني
تتمثل ميزة مبردات المعادن السائلة في أنه على الرغم من الحرارة المنخفضة الا انه يذوب الصوديوم عند 371 كيلوبايت ويتبخر عند 1156 كيلوجرام مما يتيح نطاق «درجة حرارة متقطعة» إجمالية يبلغ 785 كيلوفولتر من تغير الحرارة بين الحالات الصلبة أو المجمدة والغازية أو البخارية مما يسمح بامتصاص الصوديوم.

### العيوب
من عيوب الصوديوم تفاعله الكيميائي الذي يتطلب احتياطات خاصة لمنع الحرائق. حيث إذا كان الصوديوم يتلامس مع الماء فإنه ينفجر ويحترق عندما يلامس الهواء.

## الأهداف
يجب ألا تتجاوز درجة حرارة التشغيل درجة حرارة انصهار الوقود. حيث يجب تصميم التفاعل الكيميائي من وقود إلى غلاف وهو ذوبان سهل الانصهار بين الوقود. حيث تشمل ميزات السلامة الهامة للنظام وقت استجابة حراري طويل وهامش كبير لمغلي المبرد ونظام أولي يعمل بالقرب من الضغط الجوي ونظام صوديوم وسيط بين الصوديوم المشع في النظام الأساسي والماء والبخار في محطة الطاقة. مع الابتكارات لتقليل التكلفة الرأسمالية مثل صنع تصميم معياري وإزالة حلقة أساسية ودمج المضخة والمبدل الحراري المتوسط أو ببساطة العثور على مواد أفضل للبناء يمكن أن يكون تقنية قابلة للتطبيق لتوليد الكهرباء.

## مفاعلات
- المفاعل النووي التجريبي الأول
- المفاعل النووي التجريبي الثاني
- مفاعل BN-350